# Zespół osadniczy
Zespół osadniczy – osada wraz ze współczesnymi jej sztucznymi elementami krajobrazu, będącymi rezultatem działalności jej mieszkańców (według Z. Woźniaka, 1960).

## Literatura
- Zenon Woźniak - Uwagi o problematyce badawczej starożytnego osadnictwa <w:> Sprawozdania Archeologiczne, tom IX, 1960